# Adam Major
Adam Major (ur. 24 sierpnia 1924 roku w Czortkowie na Podolu, zm. 11 listopada 1995 w Gliwicach) – poeta, tłumacz, malarz, pedagog.

## Życiorys
Od 1942 roku był żołnierzem Kedywu Armii Krajowej. W latach 1944–1945 służył w Ludowym Wojsku Polskim. Szlak bojowy zakończył w Czechosłowacji. Brał udział w walkach z UPA w Bieszczadach.
Studia polonistyczne ukończył w roku 1952 na Uniwersytecie Wrocławskim. W latach 1954–1963 nauczał w Łabędach w Liceum Ogólnokształcącym i w Technikum Zawodowym. Jednocześnie kierował tamtejszą Szkołą Podstawową nr 4. Od roku 1963 do przejścia na emeryturę w 1982 był kierownikiem Szkoły Podstawowej nr 33 w Czechowicach koło Gliwic.
W swoich licznych obrazach, wierszach, prozie wspominał przede wszystkim ziemię swojej młodości, za którą tęsknił do ostatnich swych dni. Tłumaczył także poezje Szewczenki i Goethego.
Był odznaczony m.in.: Krzyżem Kawalerskim Orderu Odrodzenia Polski, Złotym Krzyżem Zasługi, Medalem Zwycięstwa i Wolności 1945.
Pochowany na cmentarzu komunalnym w Łabędach.
Pośmiertnie wydano jego biografię z lat 1939-47 pod tytułem "Płonący stos" oraz tomik poezji "Znad Seretu".